# Волошин, Леонид Вильевич
Леонид Вильевич Волошин (род. 10 мая 1964, Казань) — советский, российский и чешский шахматист, гроссмейстер (2003).

## Биография
Сын мастера спорта СССР В. М. Волошина.
С 1993 г. живет в Чехии, с 1997 г. является гражданином этой страны.
Бронзовый призёр чемпионата Чехии 2006 г.
В 2003 году получил звание гроссмейстера (выполнил нормы гроссмейстерских баллов на турнирах в Забже в феврале 2001 г. и в Новом Быджове в июле 2003 г.). 

#### Победы в турнирах
Острава (1998 г., 1—3 места), Киль (2001 г., 1—2 места), Забже (2001 г.), Прага (2002 г., 1—3 места), Кожухув (2003 г., 1—3 места), Зеефельд (2003 г., 1—3 места), Новый Быджов (2003 г., 1—2 места), Прага (2004 г.), Новый Быджов (2004 г.), Вроцлав (2004 г., 1—2 места), Наход (2007 г., 1—2 места).

## Основные спортивные результаты
| Год  | Город            | Соревнование    | + | − | =  | Результат | Место         |
| ---- | ---------------- | --------------- | - | - | -- | --------- | ------------- |
| 1998 | Злин             | Чемпионат Чехии | 1 | 5 | 5  | 3½ из 11  | 12            |
| 2004 | Карловы Вары     | Чемпионат Чехии | 0 | 0 | 11 | 5½ из 11  | [ 6 ]         |
| 2006 | Брно             | Чемпионат Чехии | 1 | 0 | 10 | 6 из 11   | 3—4           |
| 2007 | Прага            | Чемпионат Чехии | 1 | 2 | 8  | 5 из 11   | 9             |
| 2010 | Острава          | Чемпионат Чехии |   |   |    | 5 из 9    | [ 6 ] [ 9 ]   |
| 2012 | Коути-над-Десноу | Чемпионат Чехии |   |   |    | 4½ из 9   | [ 6 ] [ 10 ]  |
| 2014 | Острава          | Чемпионат Чехии |   |   |    | 4½ из 9   | [ 6 ] [ 11 ]  |
| 2016 | Острава          | Чемпионат Чехии |   |   |    | 4½ из 9   | [ 12 ] [ 13 ] |
| 2017 | Острава          | Чемпионат Чехии |   |   |    | 5 из 9    | 16—24         |
| 2018 | Острава          | Чемпионат Чехии |   |   |    | 5½ из 9   | 10—16         |

## Изменения рейтинга
| Графики недоступны из-за технических проблем. См. информацию на Фабрикаторе и на mediawiki.org. |